# Antonov An-28

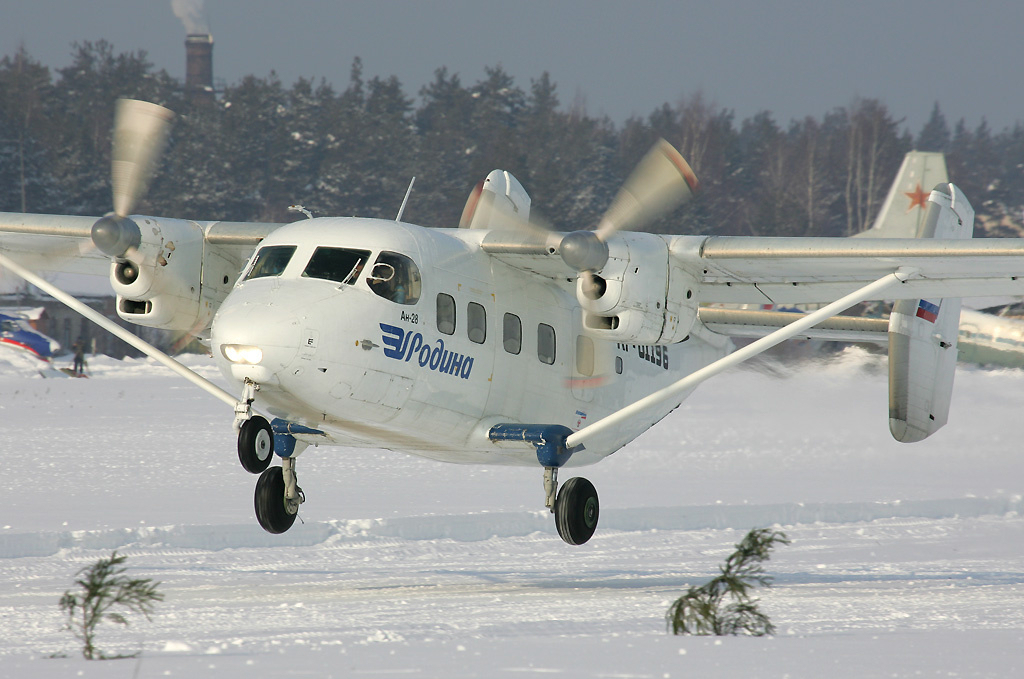
Rodina Antonov An-28, 2006

Antonov An-28 är ett tvåmotorigt propellerplan med H-formad bakre roder. Det flög första gången 1969 och tillhör samma familj som Antonov An-14 och  An-38. Tillverkades både i Sovjetunionen och Polen i sammanlagt 198 exemplar.